# Giovanna Beaufort
Giovanna Beaufort, in inglese Joan Beaufort, Queen of Scotland (1404 circa – Dunbar, 15 luglio 1445), fu regina consorte di Scozia dal 1424 al 1437.

## Biografia
Giovanna era la figlia terzogenita John Beaufort, I conte di Somerset, e di sua moglie, Margaret Holland. Suoi nonni paterni furono Giovanni Plantageneto, I duca di Lancaster, e la terza moglie Katherine Swynford. Suoi nonni materni furono Thomas Holland, II conte di Kent e Alice Fitzalan, figlia di Richard FitzAlan, X conte di Arundel e di Eleonora di Lancaster. Suo zio, Enrico Beaufort, era cardinale e cancelliere d'Inghilterra.

## Matrimoni

### Primo Matrimonio
Giacomo I incontrò Giovanna durante il suo periodo come prigioniero in Inghilterra, intorno al 1420. Si dice che sia stata l'ispirazione per il famoso lungo poema di Giacomo I, The Kingis Quair, scritto durante prigionia, dopo averla vista dalla sua finestra sul giardino. Il matrimonio era almeno in parte politico, poiché faceva parte dell'accordo per la liberazione del re dalla prigionia. Dal punto di vista inglese un'alleanza con i Beaufort doveva stabilire un'alleanza con gli inglesi, piuttosto che con i francesi.
Nella Cattedrale di Southwark, a Londra, il 2 febbraio 1424, Giovanna e Giacomo I si sposarono e Giovanna divenne regina consorte di Scozia. La reale coppia fu festeggiate a Winchester Palace palazzo dimora dello zio di Giovanna, Enrico Beaufort. Nel mese di maggio di quello stesso anno Giovanna fu incoronata regina. La coppia ebbe otto figli:
- Margherita (1424-1445), sposò Luigi XI di Francia[1];
- Isabella (1426-1494), sposò Francesco I, duca di Bretagna;
- Maria (1427-1465), sposò Wolfart VI van Borsselen;
- Giovanna (1428-1486), sposò James Douglas, I conte di Morton;
- Alessandro (1430), gemello di Giacomo;
- Giacomo II (1430-1460)
- Annabella (1433-1471), sposò in prime nozze Luigi di Savoia e in seconde nozze George Gordon, II conte di Huntly;
- Eleonora (1433-1484), sposò Sigismondo d'Austria.

### Reggenza
Il 21 febbraio 1437 suo marito venne assassinato. Anche Giovanna era stata oggetto di un attentato insieme a suo marito, ma riuscì a sopravvivere. La prospettiva di essere governati da una donna inglese non piaceva agli scozzesi. Il Conte di Douglas fu così nominato al potere, sebbene Giovanna rimase la reggente di suo figlio.

### Secondo Matrimonio
Due anni dopo essere rimasta vedova, nel 1439, Giovanna si risposò con James Stewart, detto il cavaliere nero di Lorn, dopo aver ottenuto una dispensa papale. James era un alleato dell'ultimo Conte di Douglas, e tramò con lui per rovesciare Alexander Livingston, governatore del Castello di Stirling, durante la minoranza di Giacomo II. La coppia ebbe tre figli:
- John Stewart, I conte di Atholl (1440-1512);
- James Stewart, I conte di Buchan (1442-1499);
- Andrew Stewart (1444-1501), vescovo di Moray.

## Morte
Giovanna morì nel castello di Dunbar, il 15 luglio 1445 e fu tumulata nel Monastero della Certosa di Perth.

## Ascendenza
|                                            |                                 |                                       | Genitori                                    |  |  | Nonni |  |  | Bisnonni                  |  |  | Trisnonni                |  |
|                                            |                                 |                                       |                                             |  |  |       |  |  | Edoardo III d'Inghilterra |  |  | Edoardo II d'Inghilterra |  |
|                                            |                                 |                                       |                                             |  |  |       |  |  | Edoardo III d'Inghilterra |  |  | Edoardo II d'Inghilterra |  |
|                                            |                                 | Isabella di Francia                   |                                             |  |  |       |  |  | Edoardo III d'Inghilterra |  |  |                          |  |
| Giovanni Plantageneto, I duca di Lancaster |                                 |                                       |                                             |  |  |       |  |  | Edoardo III d'Inghilterra |  |  |                          |  |
|                                            |                                 | Filippa di Hainaut                    | Guglielmo I di Hainaut                      |  |  |       |  |  |                           |  |  |                          |  |
|                                            |                                 | Filippa di Hainaut                    | Guglielmo I di Hainaut                      |  |  |       |  |  |                           |  |  |                          |  |
|                                            |                                 | Filippa di Hainaut                    | Giovanna di Valois                          |  |  |       |  |  |                           |  |  |                          |  |
| John Beaufort, I conte di Somerset         |                                 | Filippa di Hainaut                    |                                             |  |  |       |  |  |                           |  |  |                          |  |
|                                            |                                 | Payne De Roet                         | …                                           |  |  |       |  |  |                           |  |  |                          |  |
|                                            |                                 | Payne De Roet                         | …                                           |  |  |       |  |  |                           |  |  |                          |  |
|                                            |                                 | Payne De Roet                         | …                                           |  |  |       |  |  |                           |  |  |                          |  |
| Katherine Swynford                         |                                 | Payne De Roet                         |                                             |  |  |       |  |  |                           |  |  |                          |  |
|                                            |                                 | …                                     | …                                           |  |  |       |  |  |                           |  |  |                          |  |
|                                            |                                 | …                                     | …                                           |  |  |       |  |  |                           |  |  |                          |  |
|                                            |                                 | …                                     | …                                           |  |  |       |  |  |                           |  |  |                          |  |
| Giovanna Beaufort                          |                                 | …                                     |                                             |  |  |       |  |  |                           |  |  |                          |  |
|                                            | Thomas Holland, I conte di Kent | Robert de Holland, I barone di Holand |                                             |  |  |       |  |  |                           |  |  |                          |  |
|                                            | Thomas Holland, I conte di Kent | Robert de Holland, I barone di Holand |                                             |  |  |       |  |  |                           |  |  |                          |  |
|                                            | Thomas Holland, I conte di Kent | Maud la Zouche                        |                                             |  |  |       |  |  |                           |  |  |                          |  |
| Thomas Holland, II conte di Kent           | Thomas Holland, I conte di Kent |                                       |                                             |  |  |       |  |  |                           |  |  |                          |  |
|                                            |                                 | Giovanna di Kent                      | Edmondo Plantageneto, I conte di Kent       |  |  |       |  |  |                           |  |  |                          |  |
|                                            |                                 | Giovanna di Kent                      | Edmondo Plantageneto, I conte di Kent       |  |  |       |  |  |                           |  |  |                          |  |
|                                            |                                 | Giovanna di Kent                      | Margaret Wake                               |  |  |       |  |  |                           |  |  |                          |  |
| Margaret Holland                           |                                 | Giovanna di Kent                      |                                             |  |  |       |  |  |                           |  |  |                          |  |
|                                            |                                 | Richard FitzAlan, X conte di Arundel  | Edmund FitzAlan, IX conte di Arundel        |  |  |       |  |  |                           |  |  |                          |  |
|                                            |                                 | Richard FitzAlan, X conte di Arundel  | Edmund FitzAlan, IX conte di Arundel        |  |  |       |  |  |                           |  |  |                          |  |
|                                            |                                 | Richard FitzAlan, X conte di Arundel  | Alice de Warenne                            |  |  |       |  |  |                           |  |  |                          |  |
| Alice FitzAlan                             |                                 | Richard FitzAlan, X conte di Arundel  |                                             |  |  |       |  |  |                           |  |  |                          |  |
|                                            |                                 | Eleonora di Lancaster                 | Enrico Plantageneto, III conte di Lancaster |  |  |       |  |  |                           |  |  |                          |  |
|                                            |                                 | Eleonora di Lancaster                 | Enrico Plantageneto, III conte di Lancaster |  |  |       |  |  |                           |  |  |                          |  |
|                                            |                                 | Eleonora di Lancaster                 | Maud Chaworth                               |  |  |       |  |  |                           |  |  |                          |  |
|                                            |                                 | Eleonora di Lancaster                 |                                             |  |  |       |  |  |                           |  |  |                          |  |